# Remo Zuberbühler

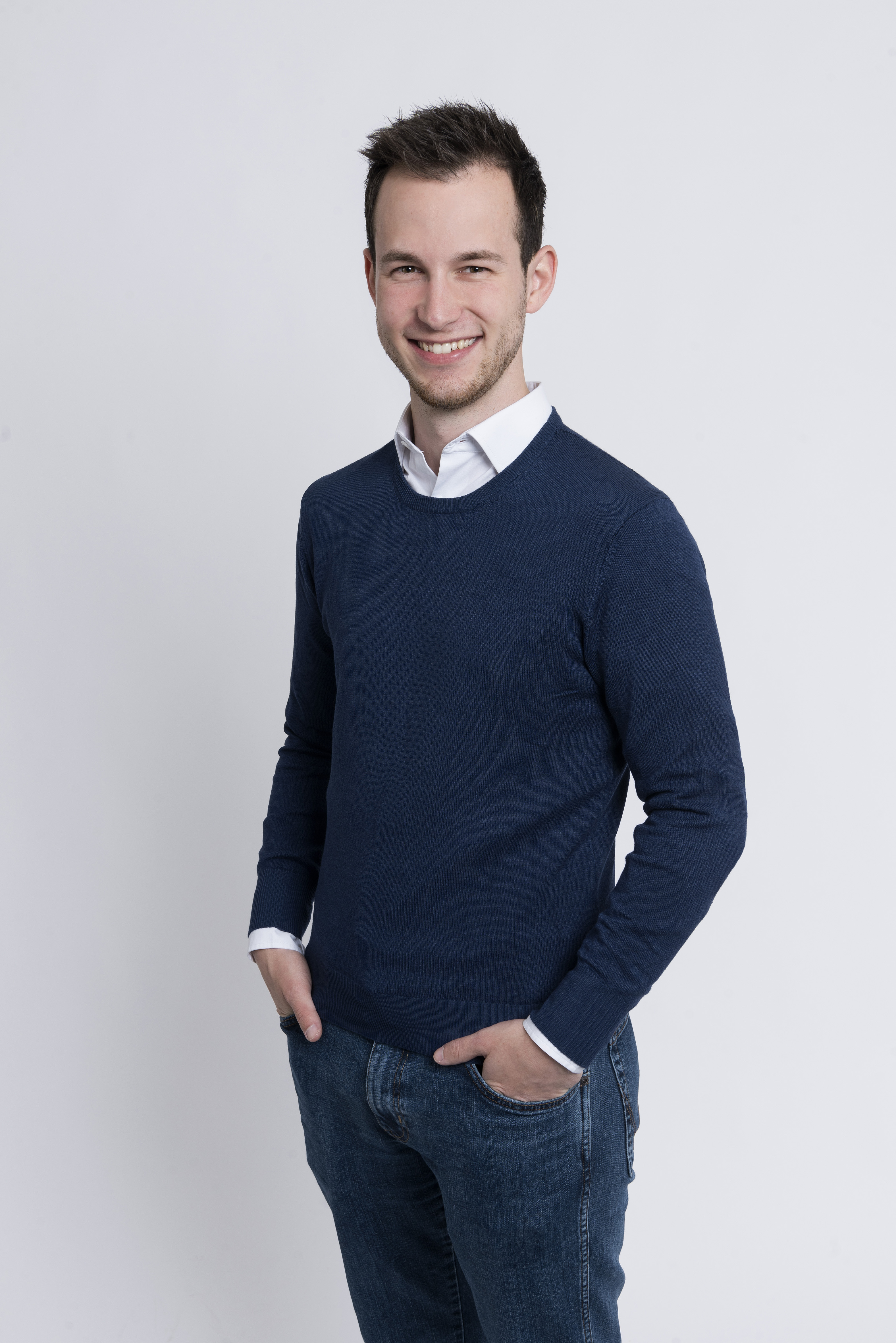
Remo Zuberbühler (2019)

Remo Zuberbühler (* 26. November 1994 in Utzenstorf) ist ein Schweizer Politiker (Die Junge Mitte, vormals BDP). Er ist Co-Präsident der Jungen Mitte Kanton Bern und ehemaliger Vizepräsident der Jungen Mitte Schweiz.

## Leben
Zuberbühler wuchs gemeinsam mit einer älteren Schwester in Utzenstorf auf. Er absolvierte eine Ausbildung zum Multimediaelektroniker bei der Radio-TV Minder AG (später EP:Mühle AG) in Utzenstorf, welche er 2014 mit dem eidgenössischen Fähigkeitszeugnis abschloss. Zuberbühler absolvierte den Militärdienst als Gerätemechaniker im Durchdienersystem. Bei der Führungsunterstützungs Bereitschafts Kompanie 104 (FU Ber Kp 104) wurde er zum leitenden Diagnostiker Integriertes Militärisches Fernmeldesystem (IMFS) ausgebildet. Er ist Obergefreiter. Seit Abschluss seines Militärdiensts arbeitet Zuberbühler wieder bei der EP:Mühle AG, ab 2017 als stellvertretender Geschäftsleiter. Weiter agiert er seit 2018 als Berufsbildner.

## Politik
Zuberbühler trat Anfang 2017 in die (Junge) BDP ein, im Juni 2017 wurde in den Vorstand der BDP Ortssektion in Herzogenbuchsee gewählt, von Mai 2018 bis September 2020 war er deren Vizepräsident. Seit September 2017 war er Vorstandsmitglied der BDP Wahlkreissektion Oberaargau, wiederum ab April 2018 gehörte er dem Vorstand der Jungen BDP Kanton Bern an. Diese beiden Ämter legte er im Dezember 2020 nieder, im August 2021 wurde er zum Präsidenten der Mitte Untere Emme gewählt.
Im Oktober 2018 gründete er gemeinsam mit weiteren Mitgliedern die Junge BDP Emmental-Oberaargau, aktuell ist er Vizepräsident der direkten Nachfolgeorganisation Die Junge Mitte Emmental-Oberaargau. Im Mai 2019 wurde Zuberbühler zum Präsidenten der Jungen BDP Schweiz gewählt. Im Zuge der Gründung der Jungen Mitte Schweiz wechselte er im Februar 2021 in deren Vorstand und wurde schliesslich im März 2021 ins Vizepräsidium gewählt, im Oktober 2021 trat er von diesem Amt zurück. Im November 2021 wurde er in den Vorstand und im August 2022 zum Co-Präsidenten der Jungen Mitte Kanton Bern gewählt.